# Raul Vachias
Raul Vachias, Raul Vacchias (ur. 6 listopada 1892 w Uruguaiana w stanie Rio Grande do Sul, zm. ?) – brazylijski urzędnik konsularny.
Ukończył Szkołę Krajową w Asunción (Escola Nacional de Assumpção). Do brazylijskiej służby zagranicznej wstąpił jako wolontariusz w 1910, następnie pełniąc funkcje m.in. urzędnika konsularnego w Asunción (1911-1918), w tym kierownika urzędu (1914-1917), w Buenos Aires (1918-1919), Santiago de Chile (1919), Valparaiso (1921), ponownie w Buenos Aires (1921-1922), konsula w Antwerpii (1923-1924), Guayaramerín (1924-1926), Dublinie (1927-1930), Glasgow (1930), Newport (1931-1932), w resorcie spraw zagranicznych (Secretaria de Estado) (1932-1934), Boulogne 1934-1937, i Gdańsku (1938-1939).